# Oxygen (EP)
Oxygen är Scareds första och enda EP, utgiven 1996 på Ampersand Records.

## Låtlista
1. "Wood Carving"
2. "Their Integrity All Over"
3. "Nineteen"
4. "Don't Feed the Heretic"
5. "Out of Me"